# Bad Breisig
Bad Breisig är en stad i Landkreis Ahrweiler i förbundslandet Rheinland-Pfalz i Tyskland.
Staden ingår i kommunalförbundet Verbandsgemeinde Bad Breisig tillsammans med ytterligare tre kommuner.